# Martínez (kommunhuvudort)
Martínez är en kommunhuvudort i Spanien.   Den ligger i provinsen Provincia de Ávila och regionen Kastilien och Leon, i den centrala delen av landet, 140 km väster om huvudstaden Madrid. Martínez ligger 1 100 meter över havet och antalet invånare är 187.
Terrängen runt Martínez är platt åt nordväst, men åt sydost är den kuperad. Runt Martínez är det mycket glesbefolkat, med 3 invånare per kvadratkilometer. Närmaste större samhälle är Alaraz, 14,1 km norr om Martínez. Trakten runt Martínez består i huvudsak av gräsmarker.